# Bouaké
Bouaké – miasto w środkowej części Wybrzeża Kości Słoniowej, ośrodek departamentu Bouaké. Drugie pod względem wielkości miasto kraju (po Abidżanie). 
W Bouaké znajduje się międzynarodowy Port lotniczy Bouaké.
Główną świątynią rzymskokatolickiej archidiecezji Bouaké jest Katedra św. Teresy od Dzieciątka Jezus.
W 1992 roku założony został Université de Bouaké.
Znajduje się tu także Stade Bouaké, wielofunkcyjny stadion.
Miejsce urodzenia wielu piłkarzy iworyjskich, m.in. Yaya Touré, Kolo Touré i Ibrahima Touré.

## Miasta partnerskie
- Reutlingen
- Villeneuve-sur-Lot